# North Shore (Ilha do Príncipe Eduardo)
North Shore é um município rural canadense localizado no Condado de Queens, na Ilha do Príncipe Eduardo. A população no censo de 2016 era de 2.080 pessoas.